# Dorfkirche Lohma an der Leina

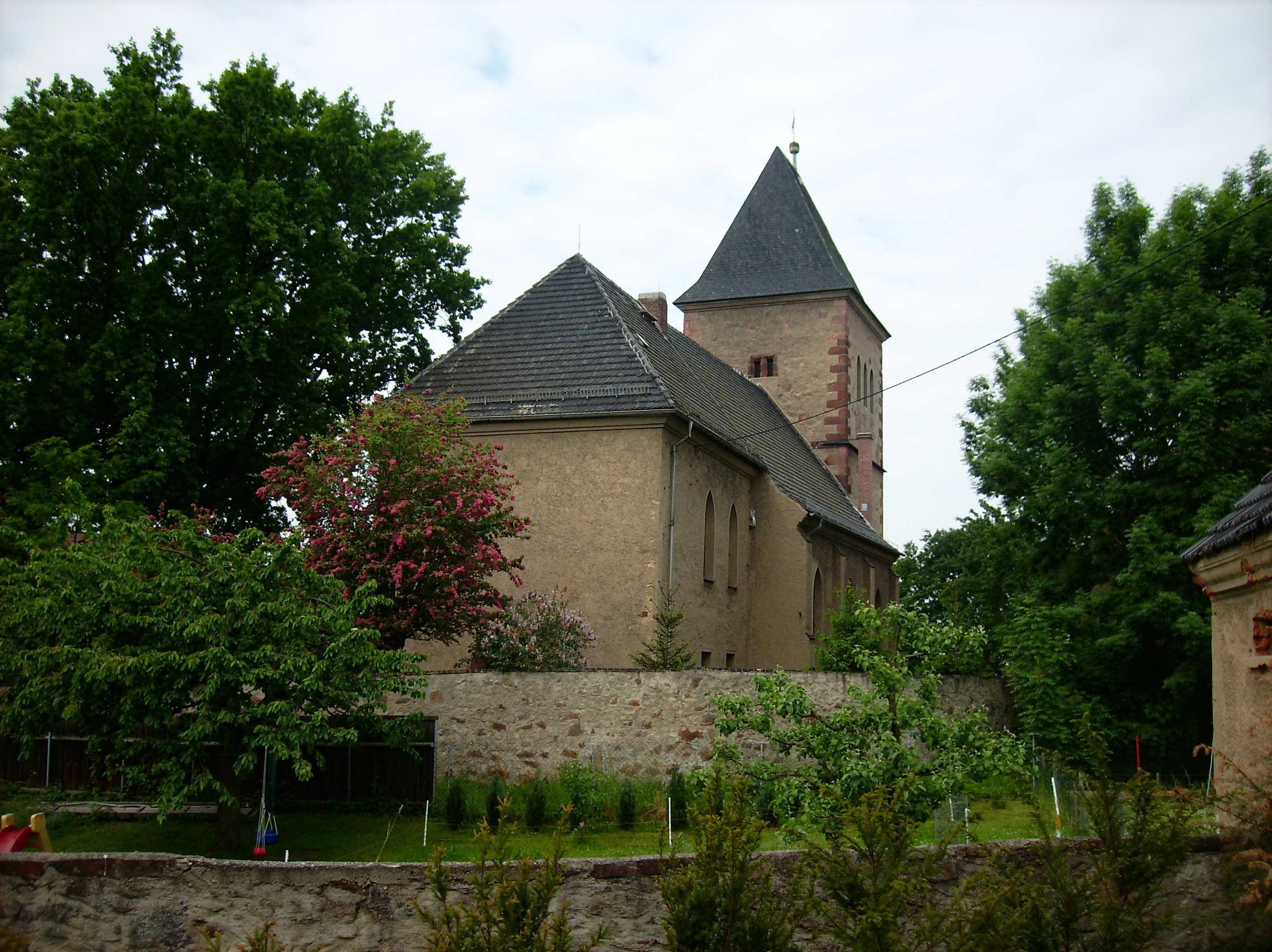
Dorfkirche Lohma an der Leina

Die Dorfkirche Lohma an der Leina steht im Ortsteil Lohma an der Leina der Gemeinde Langenleuba-Niederhain im Landkreis Altenburger Land in Thüringen.

## Geschichte

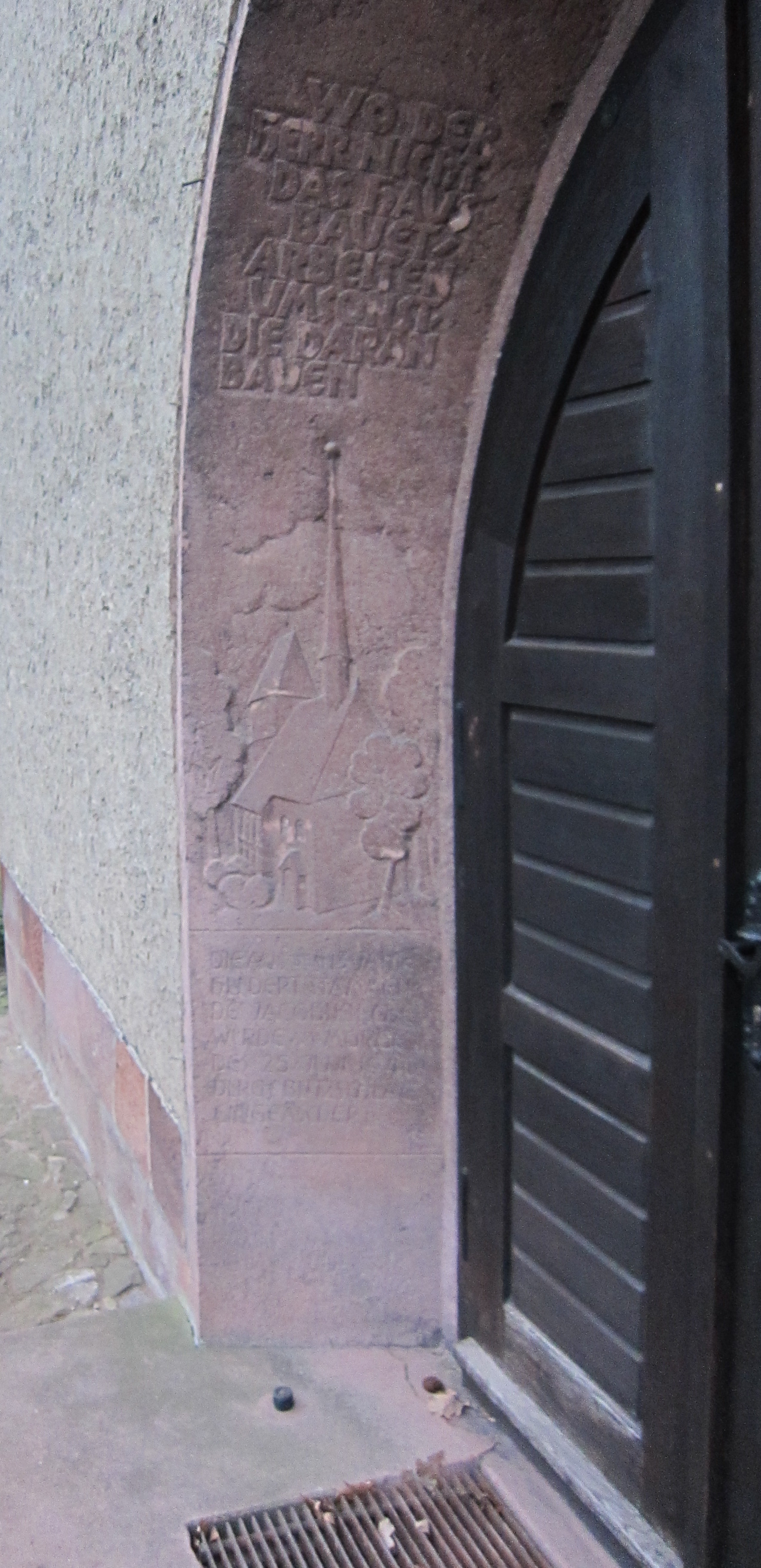
Steinrelief
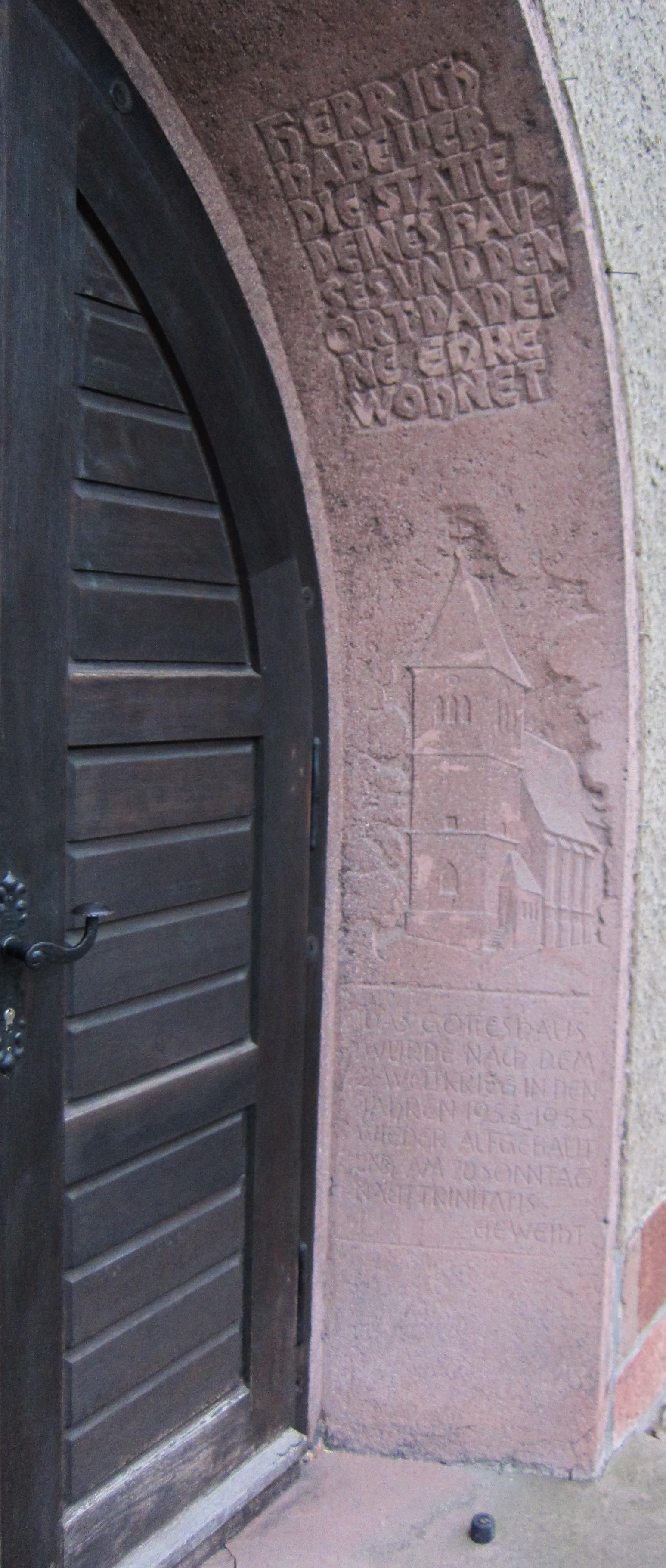
Steinrelief

Bereits 1295 und noch einmal 1375 wurden in dem Dorf urkundlich nachgewiesene Pfarrer genannt. Es ist davon auszugehen, dass zu diesen Zeiten schon ein Gotteshaus bestand. Der Ursprung der Gotteshäuser soll im 13. oder 14. Jahrhundert gelegen haben. 
Von einer Wetterfahne und dem Turmknopf wurde 1585 berichtet. 
1610 schlug ein Blitz ein. Es brach Feuer aus und einige Zeit später wurde die Kirche wieder geöffnet. Die Glocke besaß eine eingegossene Jahreszahl 1649.
1748 wurde die bemalbaren Dinge des Kirchengebäudes durchweg bemalt. Es ist überliefert, dass dies sehr teuer war.
1768 wurde das Gotteshaus mit hohem Spitzenturm und einem Schieferdach sowie Turmknopf genannt. Man spricht von einer Kirche mit drei Teilen. Sie sei östlich hoch, dann folge der Altar, Taufstein, die Orgel sowie mit zwei Emporen. Das Mittelgebäude soll das älteste sein.
Der Knopf vom Spitzturm wurde 1768 abgenommen und wieder aufgesetzt. Die beigelegten Urkunden und Schriftstücke waren durch die Wettereinflüsse verdorben. Heute besitzt die Kirche drei Glocken.
1835 wurde der Altar mit einer Marmorplatte des Wildenfelser Marmors und mit Schmuck belegt. In Berlin goss man das eiserne Kruzifix mit vergoldeten Figuren von Spenden einiger Sponsoren.